# Standing on the Shoulder of Giants Tour
Standing on the Shoulder of Giants Tour è un tour musicale del gruppo musicale Oasis, svoltosi dal 3 dicembre 1999 al 31 luglio 2001 per promuovere l'album Standing on the Shoulder of Giants. Fu il primo tour mondiale della band con il chitarrista ritmico Gem Archer e il bassista Andy Bell, che sostituiscono Paul "Bonehead" Arthurs e Paul "Guigsy" McGuigan nei rispettivi ruoli.
A causa di contrasti sorti in seno alla band, Noel lasciò il tour il 24 maggio 2000 e fu sostituito da Matt Deighton, per poi tornare solo per spettacoli nel Regno Unito e in Irlanda e rientrare completamente nella band dopo la fine del tour.
L'album dal vivo Familiar to Millions è stato registrato durante i due concerti allo stadio di Wembley. Dato che Liam Gallagher era ubriaco durante il secondo concerto a Wembley, per la registrazione furono utilizzate le voci fuori campo dei concerti di Yokohama. La stessa sera fu trasmesso in tutto il mondo anche il secondo concerto allo stadio di Wembley.
Noel Gallagher dedicò la cover della canzone Hey Hey, My My a Kurt Cobain quando gli Oasis si esibirono nella sua città natale, Seattle, nel sesto anniversario della sua morte.
Quattro date di riscaldamento ebbero luogo negli Stati Uniti nel dicembre 1999, prima che iniziasse il tour principale.

## Formazione
- Liam Gallagher – voce
- Noel Gallagher – chitarra solista
- Gem Archer – chitarra ritmica
- Andy Bell – basso
- Alan White – batteria

### Altri musicisti
- Zeb Jameson - tastiera
- Matt Deighton - chitarra ritmica (sostituisce Noel Gallagher nei concerti dal 30 maggio al 6 luglio)

## Scaletta
Questa scaletta è rappresentativa della performance del 21 luglio 2000 allo stadio di Wembley a Londra. Non rappresenta la scaletta di tutti i concerti per tutta la durata del tour.
1. Fuckin' in the Bushes
2. Go Let It Out
3. Who Feels Love?
4. Supersonic
5. Shakermaker
6. Acquiesce
7. Step Out
8. Gas Panic!
9. Roll with It
10. Stand by Me
11. Wonderwall
12. Cigarettes & Alcohol
13. Don't Look Back in Anger
14. Live Forever
15. Hey Hey, My My (Into the Black)
16. Champagne Supernova
17. Rock 'n' Roll Star

Altre canzoni eseguite:
- Some Might Say
- Where Did It All Go Wrong?
- Sunday Morning Call
- D'You Know What I Mean?
- My Generation (cover The Who)
- Helter Skelter
- I Can See A Liar
- Columbia
- Morning Glory
- Slide Away
- I Am the Walrus (cover Beatles)

## Date
| Data             | Paese       | Città              | Sede                                          |
| ---------------- | ----------- | ------------------ | --------------------------------------------- |
| 4 dicembre 1999  | Stati Uniti | Chicago            | Allstate Arena                                |
| 5 dicembre 1999  | Stati Uniti | Detroit            | Cobo Hall                                     |
| 11 dicembre 1999 | Stati Uniti | Anaheim            | Arrowhead Pond                                |
| 29 febbraio 2000 | Giappone    | Yokohama           | Yokohama Arena                                |
| 1º marzo 2000    | Giappone    | Nagoya             | Nagoya Civic General Gymnasium                |
| 3 marzo 2000     | Giappone    | Fukuoka            | Marine Messe Fukuoka                          |
| 5 marzo 2000     | Giappone    | Yokohama           | Yokohama Arena                                |
| 6 marzo 2000     | Giappone    | Yokohama           | Yokohama Arena                                |
| 7 marzo 2000     | Giappone    | Yokohama           | Yokohama Arena                                |
| 9 marzo 2000     | Giappone    | Osaka              | Osaka Castle Hall                             |
| 11 marzo 2000    | Giappone    | Kōbe               | World Memorial Hall                           |
| 12 marzo 2000    | Giappone    | Kōbe               | World Memorial Hall                           |
| 14 marzo 2000    | Giappone    | Hiroshima          | Green Hall                                    |
| 16 marzo 2000    | Giappone    | Sendai             | Army Hall                                     |
| 21 marzo 2000    | Francia     | Parigi             | Bataclan                                      |
| 23 marzo 2000    | Belgio      | Bruxelles          | Ancienne Belgique                             |
| 25 marzo 2000    | Germania    | Colonia            | E-Werk                                        |
| 5 aprile 2000    | Stati Uniti | Seattle            | Paramount Theatre                             |
| 6 aprile 2000    | Stati Uniti | Portland           | Arlene Schnitzer Concert Hall                 |
| 8 aprile 2000    | Stati Uniti | Berkeley           | Berkeley Community Theater                    |
| 9 aprile 2000    | Stati Uniti | Los Angeles        | Universal Amphitheater                        |
| 11 aprile 2000   | Stati Uniti | Las Vegas          | Hard Rock Hotel and Casino                    |
| 13 aprile 2000   | Stati Uniti | Denver             | Auditorium Theater                            |
| 15 aprile 2000   | Stati Uniti | Minneapolis        | State Theatre                                 |
| 16 aprile 2000   | Stati Uniti | Milwaukee          | Riverside Theater                             |
| 18 aprile 2000   | Stati Uniti | Chicago            | Chicago Theatre                               |
| 19 aprile 2000   | Stati Uniti | Detroit            | State Theater                                 |
| 21 aprile 2000   | Stati Uniti | Akron              | E.J. Thomas Hall                              |
| 22 aprile 2000   | Stati Uniti | Indianapolis       | Murat Centre                                  |
| 24 aprile 2000   | Stati Uniti | Columbus           | Palace Theatre                                |
| 26 aprile 2000   | Stati Uniti | Filadelfia         | Tower Theater                                 |
| 27 aprile 2000   | Stati Uniti | Boston             | Orpheum Theatre                               |
| 29 aprile 2000   | Canada      | Toronto            | Maple Leaf Gardens                            |
| 1º maggio 2000   | Stati Uniti | New York           | Radio City Music Hall                         |
| 3 maggio 2000    | Stati Uniti | Fairfax (Virginia) | Patriot Center (Fairfax)                      |
| 5 maggio 2000    | Stati Uniti | Atlanta            | Music Midtown                                 |
| 8 maggio 2000    | Messico     | Città del Messico  | Palacio de Deportes de la Comunidad de Madrid |
| 17 maggio 2000   | Portogallo  | Lisbona            | Parque das Nações                             |
| 19 maggio 2000   | Spagna      | Leganés            | Plaza de Toros La Cubierta                    |
| 30 maggio 2000   | Italia      | Milano             | Mediolanum Forum                              |
| 31 maggio 2000   | Svizzera    | Zurigo             | Saalsporthalle                                |
| 2 giugno 2000    | Austria     | Vienna             | Wiener Stadthalle                             |
| 3 giugno 2000    | Germania    | Lipsia             | Haus Auensee                                  |
| 5 giugno 2000    | Polonia     | Varsavia           | Hala Torwar                                   |
| 7 giugno 2000    | Germania    | Berlino            | Treptow Arena                                 |
| 9 giugno 2000    | Germania    | Nürburgring        | Rock am Ring                                  |
| 10 giugno 2000   | Paesi Bassi | Landgraaf          | Pinkpop Festival                              |
| 11 giugno 2000   | Germania    | Norimberga         | Rock im Park                                  |
| 15 giugno 2000   | Svezia      | Hultsfred          | Hultsfredfestival                             |
| 18 giugno 2000   | Italia      | Imola              | Heineken Jammin' Festival                     |
| 19 giugno 2000   | Francia     | Marsiglia          | Le Dôme                                       |
| 21 giugno 2000   | Francia     | Parigi             | Place de la République, Festa della musica    |
| 22 giugno 2000   | Germania    | Amburgo            | Alsterdorfer Sporthalle                       |
| 30 giugno 2000   | Belgio      | Werchter           | Rock Werchter                                 |
| 1º agosto 2000   | Danimarca   | Roskilde           | Roskilde Festival                             |
| 2 luglio 2000    | Finlandia   | Turku              | Ruisrock                                      |
| 4 luglio 2000    | Spagna      | Barcellona         | Pavelló de la Vall d'Hebron                   |
| 6 luglio 2000    | Norvegia    | Kristiansand       | Quart Festival                                |
| 8 luglio 2000    | Irlanda     | Dublino            | Lansdowne Road                                |
| 9 luglio 2000    | Francia     | Parigi             | Eurockéennes                                  |
| 12 luglio 2000   | Grecia      | Atene              | Rockwave Festival                             |
| 15 luglio 2000   | Regno Unito | Horwich            | Reebok Stadium                                |
| 16 luglio 2000   | Regno Unito | Horwich            | Reebok Stadium                                |
| 21 luglio 2000   | Regno Unito | Londra             | Wembley Stadium                               |
| 22 luglio 2000   | Regno Unito | Londra             | Wembley Stadium                               |
| 26 luglio 2000   | Svizzera    | Nyon               | Paléo Festival Nyon                           |
| 29 luglio 2000   | Regno Unito | Edimburgo          | Stadio di Murrayfield                         |
| 4 agosto 2000    | Spagna      | Benicasim          | Festival Internacional de Benicàssim          |
| 6 agosto 2000    | Portogallo  | Odemira            | Festival Sudoeste                             |
| 8 agosto 2000    | Ungheria    | Budapest           | Sziget Festival                               |
| 12 agosto 2000   | Danimarca   | Skanderborg        | Skanderborg Festival                          |
| 23 agosto 2000   | Spagna      | Gijón              | Gijón Festival                                |
| 25 agosto 2000   | Regno Unito | Reading            | Festival di Reading e Leeds                   |
| 26 agosto 2000   | Regno Unito | Glasgow            | Glasgow Green Festival                        |
| 28 agosto 2000   | Regno Unito | Leeds              | Festival di Reading e Leeds                   |
| 14 gennaio 2001  | Brasile     | Rio de Janeiro     | Rock in Rio                                   |
| 18 gennaio 2001  | Argentina   | Buenos Aires       | Hot Festival                                  |
| 21 gennaio 2001  | Venezuela   | Caracas            | Caracas Pop Festival                          |
| 24 giugno 2001   | Francia     | Parigi             | Palazzo dello Sport di Parigi-Bercy           |
| 27 luglio 2001   | Giappone    | Yuzawa             | Fuji Rock Festival                            |
| 31 luglio 2001   | Thailandia  | Bangkok            | Impact Muang Thong Thani                      |